# Osvaldo Wenzel
Osvaldo Wenzel, född 25 oktober 1911, död 26 oktober 1991, var en friidrottare från Chile. Han deltog vid olympiska sommarspelen 1936.